# Organizacja Przysposobienia Kobiet do Obrony Kraju

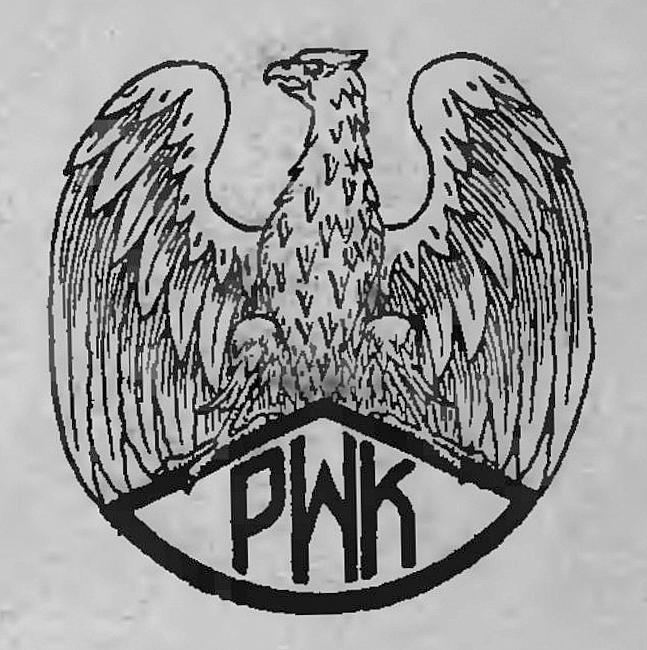
Odznaka organizacji

Organizacja Przysposobienia Kobiet do Obrony Kraju powstała w 1928. W myśl statutu miała na celu rozwój wychowania fizycznego i przysposobienia wojskowego kobiet oraz przygotowanie instruktorek dla wojskowej pomocniczej służby kobiet na wypadek wojny. Protektorką OPKdOK była pierwsza dama Polski, Michalina Mościcka.